# Antónia Moreira de Fátima
Antónia Moreira De Fatima (* 26. April 1982 in Luanda, Angola) ist eine angolanische Judoka. Die 1,70 m große Athletin kämpft in der Klasse bis 70 Kilogramm.
Bei den afrikanischen Judo-Meisterschaften gewann Antónia Moreira de Fátima 2005 den Titel, sicherte sich 2004, 2011 und 2012 die Silber- sowie 2008 und 2010 die Bronzemedaille. Bei den Panafrikanischen Spielen gewann sie 2007 die Bronze- und 2011 die Silbermedaille.
Moreira nahm dreimal an Olympischen Spielen teil. Bei den Spielen 2004 in Athen konnte sie sich in der Runde der letzten 32 gegen die Kubanerin Anaisis Hernandez durchsetzen und schied im Achtelfinale gegen die Nordkoreanerin Ryon Mi Kim aus.
Bei den Spielen 2012 in London trug Moreira bei der Eröffnungsfeier die Fahne ihres Landes. Sportlich schied sie nach einem Freilos in der ersten Runde und einer Niederlage gegen die Kolumbianerin und spätere Bronzemedaillengewinnerin Yuri Alvear im Achtelfinale aus.
2016 in Rio de Janeiro schied sie im Achtelfinale gegen die deutsche Laura Vargas Koch aus.